# Joana Böhringer
Pour les articles homonymes, voir Bohringer.
Joana Böhringer née le 20 mai 2003, est une joueuse allemande de hockey sur gazon.

## Carrière
Elle a fait ses débuts en équipe première le 12 mars 2022 contre l'Inde à Bhubaneswar lors de la Ligue professionnelle 2021-2022.

## Palmarès
- : 1er à l'Euro U21 2022.